# Złotolitka lśniącobrzucha
Złotolitka lśniącobrzucha (Chrysis fulgida) – gatunek błonkówki z rodziny złotolitkowatych.

## Zasięg występowania
Gatunek szeroko rozprzestrzeniony w Palearktyce od Europy Zach. po Azję Środkową, Chiny i rosyjski daleki wschód. W Europie notowana w Austrii, na Białorusi, w Belgii, Bułgarii, Czechach, Danii, Estonii, Finlandii, we Francji (w tym na Korsyce), w Hiszpanii, na Litwie, w Luksemburgu, na Łotwie, w Mołdawii, Niemczech, Norwegii (w całym kraju, choć głównie na płd.), Polsce, Rumunii, na Słowacji, w Szwajcarii, Szwecji, na Ukrainie, Węgrzech, w Wielkiej Brytanii, oraz we Włoszech (w tym na Sardynii i Sycylii).
W Polsce pospolita w całym kraju.

## Budowa ciała
Samice osiągają 7–12 mm długości, samce zaś 7–11 mm.
Głowa oraz tułów niebieskozielone. Pierwszy tergit odwłoka u obu płci w kolorze tułowia (ważna cecha pozwalająca odróżnić ten gatunek od większości pozostałych przedstawicieli z rodzaju). U samca na drugim tergicie rozległa plama w tym samym kolorze co tułów, zaś jego pozostała część czerwona ze złotym połyskiem oraz mniej lub bardziej złociściezielonymi bokami, trzeci segment tułowia intensywnie złociścieczerwony. U samicy oba dalsze tergity złociście czerwone (bądź rzadziej zielone), bez niebieskiej plamy na drugim tergicie.

## Biologia i ekologia

### Tryb życia i biotop
Aktywna od maja do końca sierpnia. Zasiedla skraje lasów, polany, łąki, wydmy śródlądowe czy ogrody, w miejscach, gdzie znajduje się martwe drewno drzew liściastych, często w pobliżu drewnianych budynków czy innych konstrukcji. Okazjonalnie odwiedza kwiaty roślin z rodziny baldaszkowatych.

### Odżywianie
Imago zjadają nektar. Larwy są parazytoidami gniazdowymi. Żywią się one larwami żądłówek z rodzajów Osmia, Trypoxylon, Symmorphus (kopulnik jeżynowiec, bolica stonkówka, bolica letnia i Symmorphus allobrogus), Ancistrocerus (A.parietum), oraz bolicy kolconogiej i Euodynerus dantici.